# Toxorhynchites rajah
Toxorhynchites rajah Tsukamoto, 1989, è una zanzara endemica dello stato malese del Sabah, situato nella zona più settentrionale del Borneo.

## Caratteristiche
Nel suo stadio larvale vive esclusivamente all'interno degli ascidi della pianta carnivora Nepenthes rajah, da cui deriva il suo epiteto specifico.
Per questo motivo, quest'insetto è considerato un nepenthebionte.